# Rectoria de Sant Esteve de Múnter
La Rectoria de Sant Esteve de Múnter és una obra de Muntanyola (Osona) inclosa a l'Inventari del Patrimoni Arquitectònic de Catalunya.

## Descripció
Edifici civil. Masia de planta rectangular coberta a dues vessants i adossada a l'església parroquial per la part de ponent. El portal principal està situat a migdia, està format per grosses dovelles, la central decorada. Les finestres del primer pis tenen decoracions conopials. El mur de migdia és emparat per un contrafort. Al sector de tramuntana hi ha un altre portal d'accés amb un petit jardí al davant. L'estat de conservació és bo. És construïda amb pedra i arrebossada al damunt en alguns sectors, sobre tot a la part de ponent, que ha estat recentment restaurada.
Ha perdut les funcions de rectoria i s'habita només esporàdicament.
L'interior ha perdut l'antiga estructura degut a les modernes reformes.

## Història
Antic mas lligat a la història de l'església parroquial, documentada des del 929 i ampliada als segles XII i XVII.
Hi ha notícies de la rectoria en el fogatge de 1553 de la parròquia i terme de Sant Esteve de Múnter en el qual es registra a Mossèn Jaume Matha Vacas. El mateix rector fou qui feu reformes a la rectoria i el trobem escrit en el portal d'entrada, a la dovella central: "Matavacas Re. 1568". Com podem observar la grafia canvia, però el nom és el mateix.
Aquesta edificació, segons consta a la llinda, fou reformada de nou al segle XVIII: "Riera Renova 1788".